# Aegophagamyia chopardi
Aegophagamyia chopardi är en tvåvingeart som först beskrevs av Surcouf 1913.  Aegophagamyia chopardi ingår i släktet Aegophagamyia och familjen bromsar.
Artens utbredningsområde är Madagaskar. Inga underarter finns listade i Catalogue of Life.